# 꼬마다람쥐
꼬마다람쥐(Neotamias minimus)는 다람쥐과에 속하는 설치류의 일종이다. 가장 작은 다람쥐속 종으로 북아메리카에 가장 널리 분포한다.

## 특징
가장 작은 다람쥐 종으로 전체 몸길이가 15.7~25cm, 몸무게는 25~66g이다. 옆구리는 불그스레한 갈색을 띠고 배 쪽은 회색빛 흰색이다. 등은 짙은 갈색과 검은색의 5개 줄무늬가 흰색 또는 크림색의 4개 줄무늬와 함께 나 있으며 모두 목부터 꼬리 부근까지 이어진다. 얼굴에는 밝은 줄무늬 2개와 짙은 줄무늬 2개가 코 끝부터 귀까지 이어진다. 붓꼬리 형태의 꼬리는 오렌지색과 갈색을 띠며 꼬리 길이는 10~11cm이다.
다른 다람쥐처럼 앞발에 4개 발가락, 뒷발에 5개의 발가락을 갖고 있다. 암컷은 8개의 젖꼭지가 있다. 꼬마다람쥐의 전체 몸무게 대비 뇌 몸무게 비율이 같은 지역에 서식하는 다른 다람쥐에 비해 낮아서 덜 복잡한 환경을 좋아하는 것으로 추정된다.

## 분포 및 서식지
꼬마다람쥐는 미국 뉴멕시코주 북부와 노스다코타주, 사우스다코타주 서부 지역부터 캘리포니아주 동부와 오리건주, 워싱턴주까지 미국 서부 지역에서 발견되며, 캐나다 유콘 주부터 온타리오주까지 캐나다 남부와 서부의 대부분 지역, 미국 미시간주 윗쪽 반도와 근처 위스콘신주와 미네소타주 지역에서 서식한다.
분포 지역 전역에서 21개 종의 아종이 확인되었다. 다른 다람쥐보다 나무 위에서 덜 생활하고 산쑥 서식지와 침엽수림, 강가에서 더 흔하게 발견되지만 고산 지대 목초지와 북부 툰드라 지역 가장자리에서도 발견된다.

## 아종
18종의 아종이 알려져 있다.
| - N. m. minimus - N. m. atristriatus - N. m. borealis - N. m. cacodemus - N. m. caniceps - N. m. caryi | - N. m. confinis - N. m. consobrinus - N. m. grisescens - N. m. hudsonius - N. m. neglectus - N. m. operarius | - N. m. oreocetes - N. m. pallidus - N. m. pictus - N. m. scrutator - N. m. selkirki - N. m. silvaticus |